# Levi Copestake
Levi Copestake là một cầu thủ bóng đá người Anh. Là một outside left, ông thi đấu tại Football League cho Blackpool và Bristol City.